# Xbox Live
Xbox Live är en onlinetjänst  och spelportal från Microsoft för spelkonsolerna Xbox, Xbox 360 och Xbox One samt Games for Windows-spel. Tjänsten lanserades för Xbox den 15 november 2002 och den 22 november 2005 för Xbox 360. Xbox Live tillåter spelare att spela Xbox-spel, med eller mot andra Xbox Live-spelare, över hela världen, via Internet. Det finns över 100  tillgängliga Xbox-spel som är kompatibla med Xbox Live. Alla spel för Xbox 360 är kompatibla med Xbox Live. För att spela spel på Xbox Live behövs en någorlunda snabb Internetförbindelse för att undvika tidsfördröjningar (lagg). Har man en 360 måste konsolen ha en hårddisk installerad eller ett minneskort för att lagra ens profil. Alla gamla Xbox har hårddisk förinstallerat. Användare av Xbox live identifieras med en så kallad Gamertag, som är unik för respektive spelare. Har man Xbox Live kan man dessutom chatta på Windows Live Messenger på sin konsol.

## Historia
Innan Microsofts Xbox Live lanseras hade spelkonsoler främst handlat om multiplayerspel i hemmet. Sega Dreamcast hade gjort ett försök men det var med prenumerationstjänsten Xbox Live som populariteten ökade på allvar när det kom till att spela mot personer från hela världen via internet. Tjänsten kräver att du har bredbandsuppkoppling, vilket vid tiden för lanseringen inte var något självklart. Bill Gates ville länge erbjuda möjligheten även för modemanvändare att använda Xbox, men så blev det aldrig. Genom Xbox kom Microsoft, som i början av 90-talet till viss del missade internets genomslagskraft, att bli ledande när det kom till onlinespel. Xbox Live fick 350 000 användare redan de första månaderna efter lanseringen. Möjligheten att kunna ladda ner spel gjorde att Xbox fick ett försprång gentemot konkurrenterna. Med Xbox Live sattes en ny standard för att handla spel, spela online och socialisera med andra gamers på konsol.

## Xbox Live på Xbox
På Xbox finns det bara en variant av medlemskap. Om man har detta medlemskap kan man spela spel som är märkta med "online enabled" eller "spela online". Ett Xbox Live-medlemskap på Xbox motsvarar ett Xbox Live Gold-medlemskap på en Xbox 360. Om man har ett Xbox Live-medlemskap på en Xbox (1) går det att använda som guldmedlemskap på en Xbox 360. Däremot kan man inte använda medlemskap skapade på 360 på Xbox (1). För att registrera ett medlemskap på Xbox Live till Xbox (1) måste man ha ett kreditkort.

## Xbox Live på Xbox 360
På Xbox 360 finns det två varianter av medlemskap på Xbox Live, Guld och Silver.

### Xbox Live Guld
Xbox Live Guld är det man ska ha om man vill kunna spela online. Xbox Live Guld kostar 69 SEK per månad, 199 SEK för tre månader och 599 SEK för ett helt år. Man kan betala antingen med kreditkort, eller med kontantkort man köper i vanlig butik. Med vissa spel får man en kod som ger en 48 timmars Xbox Live Guld.

### Xbox Live Silver
Xbox Live Silver får man automatiskt om man kopplar in sin Xbox 360 till internet.[källa behövs] Xbox Live Silver är helt gratis och med det kan man bland annat använda Xbox Games Store och skicka/ta emot meddelanden. Om man har ett silvermedlemskap kan man när man vill testa Xbox Live Guld i en månad, kostnadsfritt.

### Xbox Game Pass
Xbox Game Pass är en tv-spelabonnemangstjänst från Microsoft för användning med sin Xbox One-konsol och Windows 10. Beskriven som "Netflix för datorspel", Xbox Game Pass ger användare tillgång till en katalog över spel från en rad olika förlag för ett enda prenumerationspris per månad. Tjänsten lanserades den 1 juni 2017 medan Xbox Live Gold-abonnenter fick prioriterad åtkomst den 24 maj. Game Pass är en egen prenumerationstjänst som kräver Xbox Live Gold.

### Gamertag
Gamertag kallas det namn som identifierar spelaren. Samma sak som nickname

## Tillgång
Det finns 34 länder som har tillgång till Xbox Live.
| - Australien - Argentina - Belgien - Brasilien - Kanada - Chile - Colombia - Danmark - Finland - Frankrike - Hongkong - Indien - Irland - Italien - Japan | - Mexiko - Nederländerna - Norge - Nya Zeeland - Portugal - Ryssland - Saudiarabien - Schweiz - Singapore - Spanien - Storbritannien - Sverige | - Sydkorea - Taiwan - Tjeckien - Tyskland - Ungern - USA - Österrike |